# The Weeknd Asia Tour
The Weeknd Asia Tour è stato il quarto tour musicale del cantante canadese The Weeknd, a supporto dell'EP My Dear Melancholy, e della raccolta The Weeknd in Japan (2018).

## Scaletta
1. Pray for Me
2. Starboy
3. Party Monster
4. Reminder
5. Six Feet Under
6. Low Life / Might Not
7. Sidewalks
8. Crew Love
9. House of Balloons / Glass Table Girls
10. Secrets / Can't Feel My Face
11. In the Night
12. The Morning
13. I Feel It Coming
14. Wicked Games
15. Acquainted
16. Earned It
17. Or Nah
18. Often
19. Wasted Times
20. Call Out My Name
21. The Hills

## Date del tour
| Data             | Città     | Stato         | Luogo                    | Artisti d'apertura |
| Asia             | Asia      | Asia          | Asia                     | Asia               |
| ---------------- | --------- | ------------- | ------------------------ | ------------------ |
| 30 novembre 2018 | Hong Kong | Hong Kong     | AsiaWorld–Arena          | N.D.               |
| 2 dicembre 2018  | Bangkok   | Thailandia    | IMPACT Arena             | N.D.               |
| 5 dicembre 2018  | Singapore | Singapore     | Singapore Indoor Stadium | N.D.               |
| 9 dicembre 2018  | Bali      | Indonesia     | GWK Cultural Park        | N.D.               |
| 15 dicembre 2018 | Seul      | Corea del Sud | Gocheok Sky Dome         | N.D.               |
| 18 dicembre 2018 | Chiba     | Giappone      | Makuhari Messe           | Kenshi Yonezu      |

## Cancellazioni
| Data             | Città  | Stato     | Luogo              | Causa              |
| Asia             | Asia   | Asia      | Asia               | Asia               |
| ---------------- | ------ | --------- | ------------------ | ------------------ |
| 7 dicembre 2018  | Manila | Filippine | Mall of Asia Arena | Problemi logistici |
| 12 dicembre 2018 | Taipei | Taiwan    | Nangang C3 Field   | Problemi logistici |